# USA:s första dam
USA:s första dam (First Lady of the United States, FLOTUS) är den inofficiella titeln för Vita husets värdinna och USA:s presidents maka. Om en presidentfru saknas (till exempel om presidenten är ogift eller änkling) kan det även vara en annan kvinna. Mary McElroy och Rose Cleveland var exempelvis systrar till presidenterna Chester A. Arthur respektive Grover Cleveland och Angelica Van Buren var Martin Van Burens svärdotter.
Trots att det rör sig om en hederstitel utan egen position i USA:s konstitution har flera första damer kommit att spela en avgörande roll för USA:s styre. Edith Wilson, president Woodrow Wilsons andra fru, kom efter makens slaganfall i oktober 1919 att spela en ledande roll i Wilsonadministrationens dagliga affärer under återstoden av mandatperioden fram till 1921, eftersom vicepresidenten Thomas R. Marshall aldrig formellt övertog presidentens uppgifter.
Hillary Clinton, fru till Bill Clinton, brukar tillsammans med Eleanor Roosevelt betraktas som den mest öppet mäktiga första damen i USA:s historia. Clinton spelade en central roll i politiska frågor och 1993 ledde hon till exempel en arbetsgrupp för sjukvårdsreform. När Clinton kandiderade i senatsvalet 2000 blev hon även den första och hittills enda bland USA:s första damer som kandiderat i ett politiskt val.
USA:s nuvarande första dam är sedan 2025 Melania Trump, fru till Donald Trump.

## Lista över USA:s första damer
| Nr | Bild | Namn                      | Period    | President              |
| -- | ---- | ------------------------- | --------- | ---------------------- |
| 1  |      | Martha Washington         | 1789–1797 | George Washington      |
| 2  |      | Abigail Adams             | 1797–1801 | John Adams             |
| 3  |      | Martha Jefferson Randolph | 1801–1809 | Thomas Jefferson       |
| 4  |      | Dolley Madison            | 1809–1817 | James Madison          |
| 5  |      | Elizabeth Monroe          | 1817–1825 | James Monroe           |
| 6  |      | Louisa Adams              | 1825–1829 | John Quincy Adams      |
| 7  |      | Emily Donelson            | 1829–1834 | Andrew Jackson         |
| 8  |      | Sarah Jackson             | 1834–1837 | Andrew Jackson         |
| 9  |      | Angelica Van Buren        | 1838–1841 | Martin Van Buren       |
| 10 |      | Anna Harrison             | 1841–1841 | William Henry Harrison |
| 11 |      | Letitia Tyler             | 1841–1842 | John Tyler             |
| 12 |      | Priscilla Tyler           | 1842–1844 | John Tyler             |
| 13 |      | Julia Tyler               | 1844–1845 | John Tyler             |
| 14 |      | Sarah Polk                | 1845–1849 | James Polk             |
| 15 |      | Margaret Taylor           | 1849–1850 | Zachary Taylor         |
| 16 |      | Abigail Fillmore          | 1850–1853 | Millard Fillmore       |
| 17 |      | Jane Pierce               | 1853–1857 | Franklin Pierce        |
| 18 |      | Harriet Lane              | 1857–1861 | James Buchanan         |
| 19 |      | Mary Todd Lincoln         | 1861–1865 | Abraham Lincoln        |
| 20 |      | Eliza Johnson             | 1865–1869 | Andrew Johnson         |
| 21 |      | Julia Grant               | 1869–1877 | Ulysses Grant          |
| 22 |      | Lucy Hayes                | 1877–1881 | Rutherford B. Hayes    |
| 23 |      | Lucretia Garfield         | 1881–1881 | James Garfield         |
| 24 |      | Mary McElroy              | 1881–1885 | Chester Arthur         |
| 25 |      | Rose Cleveland            | 1885–1886 | Grover Cleveland       |
| 26 |      | Frances Cleveland         | 1893–1897 | Grover Cleveland       |
| 27 |      | Ida McKinley              | 1897–1901 | William McKinley       |
| 28 |      | Edith Roosevelt           | 1901–1909 | Theodore Roosevelt     |
| 29 |      | Helen Taft                | 1909–1913 | William Taft           |
| 30 |      | Ellen Wilson              | 1913–1914 | Woodrow Wilson         |
| 31 |      | Margaret Wilson           | 1914–1915 | Woodrow Wilson         |
| 32 |      | Edith Wilson              | 1915–1921 | Woodrow Wilson         |
| 33 |      | Florence Harding          | 1921–1923 | Warren Harding         |
| 34 |      | Grace Coolidge            | 1923–1929 | Calvin Coolidge        |
| 35 |      | Lou Hoover                | 1929–1933 | Herbert Hoover         |
| 36 |      | Eleanor Roosevelt         | 1933–1945 | Franklin D. Roosevelt  |
| 37 |      | Bess Truman               | 1945–1953 | Harry Truman           |
| 38 |      | Mamie Eisenhower          | 1953–1961 | Dwight Eisenhower      |
| 39 |      | Jackie Kennedy            | 1961–1963 | John F. Kennedy        |
| 40 |      | Lady Bird Johnson         | 1963–1969 | Lyndon B. Johnson      |
| 41 |      | Pat Nixon                 | 1969–1974 | Richard Nixon          |
| 42 |      | Betty Ford                | 1974–1977 | Gerald Ford            |
| 43 |      | Rosalynn Carter           | 1977–1981 | Jimmy Carter           |
| 44 |      | Nancy Reagan              | 1981–1989 | Ronald Reagan          |
| 45 |      | Barbara Bush              | 1989–1993 | George H.W. Bush       |
| 46 |      | Hillary Clinton           | 1993–2001 | Bill Clinton           |
| 47 |      | Laura Bush                | 2001–2009 | George W. Bush         |
| 48 |      | Michelle Obama            | 2009–2017 | Barack Obama           |
| 49 |      | Melania Trump             | 2017–2021 | Donald Trump           |
| 50 |      | Jill Biden                | 2021–2025 | Joe Biden              |
| 51 |      | Melania Trump             | 2025–     | Donald Trump           |